# Grauer Kapitalmarkt
Als grauer Kapitalmarkt wird umgangssprachlich ein Kapitalmarkt in der Form des grauen Markts verstanden, bei dem die Anbieter und/oder Handelsobjekte nicht der Finanzmarktaufsicht unterliegen und nur wenige oder keine gesetzliche Anforderungen erfüllen müssen.

## Allgemeines
Eine gesetzliche Definition des Begriffs besteht nicht. Allgemein ist ein grauer Markt dadurch gekennzeichnet, dass auf ihm Handelsobjekte gehandelt werden, deren Vertriebswege weder durch die Hersteller noch durch die Absatzketten autorisiert sind. Übertragen auf den grauen Kapitalmarkt bedeutet dies, dass die Finanzprodukte oder Finanzinstrumente weder durch die Emittenten noch durch Kreditinstitute angeboten oder nachgefragt werden. Der graue Kapitalmarkt ist deshalb nicht Teil des Bankenmarkts. Die Bundesregierung unterrichtete den Bundestag im September 1999 darüber, dass sie als grauen Kapitalmarkt einen nicht-regulierten bzw. nicht spezialgesetzlich regulierten Teil des Kapitalmarkts ansieht.

## Geschichte
In Deutschland standen als klassische, weitgehend risikolose Kapitalanlage lange Zeit das Sparkonto, Termineinlagen und Bundeswertpapiere zur Verfügung. Darüber hinaus gab es die regulierten, aber mit einem Marktrisiko versehene Investmentzertifikate deutscher Investmentgesellschaften. Der US-amerikanische Offshore-Investmentfonds Investors Overseas Services (IOS) vertrieb seine Investmentzertifikate aggressiv mittels Strukturvertriebs auch ab 1966 in Europa. Im September 1967 gewann IOS den ehemaligen deutschen Vizekanzler Erich Mende als prominente Galionsfigur, der als Verwaltungsratsvorsitzender der deutschen Tochtergesellschaft fungierte. Durch dessen unermüdliche Werbearbeit mit vielen öffentlichen Auftritten kamen damals rund 200.000 Anleger zur IOS. Bis zum Herbst 1969 gelang es, mit so genannten Anlageberatern bis zu vier Milliarden DM Anlegergelder in diese Investmentfonds umzuleiten, die zuvor bei Kreditinstituten angelegt waren. Als Mende die IOS im Juli 1970 verließ, befand sich die IOS-Gruppe bereits in einer die Kapitalanleger gefährdenden Unternehmenskrise. Im November 1969 gab es für den IOS „Fund of Funds“ in Deutschland ein Verkaufsverbot; dennoch getätigte Verkäufe waren illegal. Diese verbotenen Verkäufe fanden auf dem neu aufgekommenen Begriff des „grauen Kapitalmarkts“ statt. Im Dezember 1973 musste IIT als Teil des Finanzkonglomerats IOS Insolvenz anmelden. Deren Vertriebssystem überlebte jedoch und legte den Grundstein vieler neuer Kapitalanlagen. Die dadurch entstandene Trennung des deutschen Kapitalmarkts in einen organisierten und einen nichtorganisierten Teil ist in dieser Form und Ausprägung weltweit einzigartig und besteht bis heute als grauer Kapitalmarkt fort.
Geschlossene Investmentfonds gehörten bis Juni 2012 ebenfalls zum grauen Kapitalmarkt. Durch die Novelle des Finanzanlagenvermittler- und Vermögensanlagenrechts sind sie nunmehr zu Finanzinstrumenten im Sinne des § 1 Abs. 1 Nr. 5 KWG und § 1 Abs. 4 Nr. 2 WpHG geworden, unterliegen also in allen EU-Mitgliedstaaten der Bankenaufsicht.

## Heutige Situation
Auf dem Kapitalmarkt gibt es innerhalb des unreglementierten Kapitalmarkts den Handel mit stillen Beteiligungen, ausländischen Warentermingeschäften, Private Equity oder Venture Capital. Diese Finanzinstrumente oder Finanzkontrakte fallen nicht unter den Anlegerschutz des Kreditwesengesetzes (KWG), Kapitalanlagegesetzbuchs (KAGB) oder Wertpapierhandelsgesetzes (WpHG) und werden auf dem grauen Kapitalmarkt weder von ihren Emittenten noch von Kreditinstituten angeboten oder nachgefragt. Damit findet der graue Kapitalmarkt außerhalb des regulierten Bankenmarkts für Finanzprodukte statt.
Als Graumarktprodukte klassifiziert die Bundesanstalt für Finanzdienstleistungsaufsicht (BaFin) Unternehmensbeteiligungen, Genussrechte, Namensschuldverschreibungen, Nachrangdarlehen, partiarische Darlehen und Direktinvestitionen. Sie empfiehlt bei entsprechenden Kapitalanlagen besondere Vorsicht.

## Einordnung
Im Hinblick auf die Sicherheit und Regulierung einer Kapitalanlage werden Produkte oder Anbieter Marktsegmenten zugeordnet, die als weiß, schwarz oder grau gekennzeichnet sind. Der weiße Kapitalmarkt umfasst durch die Bankenaufsicht überwachte Kreditinstitute, Finanzdienstleister, Kapitalverwaltungsgesellschaften und Versicherungsunternehmen, die für ihre Tätigkeiten über eine Erlaubnis nach den jeweils einschlägigen Aufsichtsgesetzen verfügen. Relevant sind das Kreditwesengesetz (KWG), das Kapitalanlagegesetzbuch (KAGB), das Versicherungsaufsichtsgesetz (VAG) und das Zahlungsdiensteaufsichtsgesetz (ZAG). Diese Unternehmen unterstehen einer laufenden Aufsicht durch die BaFin. Komplementär dazu steht der illegale schwarze Kapitalmarkt. Seine Akteure üben erlaubnispflichtige Geschäfte ohne die erforderliche Erlaubnis der BaFin aus oder betreiben verbotene Geschäfte. Der graue Kapitalmarkt umfasst Marktteilnehmer und Angebote, die keine Erlaubnis der BaFin benötigen und folglich nicht ihrer Aufsicht unterliegen. Hier ist eine gewisse Wechselwirkung mit dem weißen Kapitalmarkt zu beobachten: Je stärker dieser reguliert ist, desto häufiger weichen Anbieter auf Anlageangebote aus, die ihrer Ansicht nach nicht erlaubnispflichtig sind.

## Merkmale
Mit der Zeichnung einer nicht verbrieften Vermögensanlage erwerben Anleger keine Vermögenswerte, sondern verpflichten sich, Teile ihres Vermögens einem Dritten zukommen oder von ihm verwalten zu lassen. Im Gegenzug erhalten sie ein Renditeversprechen, das später einzulösen ist. Aus diesem Grund ist Vertrauen ein zentraler Pfeiler des Grauen Kapitalmarkts. Angebote aus diesem Marktsegment zeichnen sich häufig dadurch aus, dass Anbieter mit hohen Zinsen oder Renditen über dem allgemeinen Marktniveau locken oder mit der vermeintlichen Sicherheit der Kapitalanlage geworben wird. Zum Teil geben sie vor, zweistellige Renditen in gleicher Weise wie institutionelle Anleger erzielen zu können, oder sie versuchen Anlageentscheidungen durch positiv besetzte oder ethisch korrekte Investitionsobjekte zu beeinflussen. Investoren legen sie nahe, ihre bisherigen Anlagen aufzulösen, um aus vermeintlichen Sicherheits- oder Renditegründen neu zu investieren.

## „Graue“ Finanzprodukte
Die Angebote am grauen Kapitalmarkt sind vielfältig. Einerseits erhalten dort kapitalschwache Unternehmen wie innovative Start-Ups einen Zugang zu Gründungskapital oder werben beispielsweise Investitionen für die Energiewende ein, andererseits werden die niedrigen (bzw. nicht vorhandenen) regulatorischen Hürden auch von dubiosen Produktanbietern ausgenutzt. Neben klassischen Unternehmensbeteiligungen kommen gängige Investitionsmöglichkeiten in Betracht:

### Genussrechte und andere hybride Anleiheformen
Der Bundesgerichtshof umschreibt Genussrechte als „Dauerschuldverhältnisse eigener Art, die keine gesellschaftsrechtlich geprägten Mitgliedschaftsrechte begründen, sondern sich in einem bestimmten geldwerten Anspruch [des Genussrechtsinhabers] erschöpfen“. Diese Ansprüche können auch in veräußerbaren Wertpapieren, den Genussscheinen, verbrieft werden. Da die rein schuldrechtlichen Genussrechte dem Inhaber nicht die Stellung eines Gesellschafters verleihen, kommen ihm auch nicht automatisch die Informations- und Kontrollrechte eines Gesellschafters nach § 233 HGB zu. Die Vertragsparteien vereinbaren üblicherweise jedoch einzelne Beteiligungselemente, die denen von Gesellschaftern ähneln, wie etwa eine Beteiligung am laufenden Verlust, Rangrücktrittsklauseln für den Fall der Insolvenz oder der Liquidation des Genussrechtsemittenten und sonstige Rechte und Pflichten, die typischerweise Gesellschaftern zustehen.

### Orderschuldverschreibung
Orderschuldverschreibungen (sogenannte „gekorene Orderpapiere“ nach § 363 Abs. 1 HGB) sind Anleihen, die auf den Namen einer bestimmten Person lauten. Die Schuldnerin verpflichtet sich, an einen bestimmten, namentlich genannten, Gläubiger zu zahlen. Eine Orderschuldverschreibung wird durch Indossament, Einigung und Übergabe des Wertpapiers übertragen.

### Crowdfunding/Crowdinvesting
Schwarmfinanzierung (Crowdfunding) bezeichnet eine Finanzierungsform, bei der ein konkretes Projekt von einer Vielzahl von Geldgebern finanziert wird. Meist werden die Gelder online über Crowdfunding-Plattformen gesammelt. Viele Start-Up-Unternehmen nutzen diese Form der Startfinanzierung, wenn sie die Anforderungen für herkömmliche Finanzmarktinstrumente – wie geprüfte Jahresabschlüsse oder Sicherheiten – nicht erfüllen können. In Deutschland wird Crowdinvesting teilweise durch das Kleinanlegerschutzgesetz vom 3. Juli 2015 geregelt. Es gewährt Anlegern Zugang zu Informationen über Finanzprodukte des grauen Kapitalmarkts und verschärft die Sanktionsmöglichkeiten gegen Anbieter und Vermittler von Vermögensanlagen. Im Hinblick auf die Prospekthaftung gibt es entsprechende Befreiungstatbestände. Daher besteht oft ein Finanzrisiko, wie sich am Beispiel der insolventen Frankfurter Coa Holding GmbH zeigte. Ein historisches Beispiel für ein Crowdfunding-Projekt ist die Finanzierung des Podests der Freiheitsstatue in New York, die 1885 über eine von Joseph Pulitzer initiierte Spendenaktion bewerkstelligt wurde und an der sich 120.000 Menschen mit durchschnittlich weniger als einem US-Dollar beteiligten.

### Kryptowährungen
Finanzprodukte auf Basis von Kryptowährungen und ähnlichen Systemen werden häufig ebenfalls dem grauen Kapitalmarkt zugerechnet, da weder eine Regulierung noch Anlegerschutz besteht.

## Vertriebsform
Die Angebote des grauen Kapitalmarktes werden über unterschiedliche Vertriebswege beworben: Postalische Prospektwerbung, ungebetene Anrufe, Anzeigen, E-Mail, Fax, Netzwerk-Marketing oder Strukturvertrieb. Aus der Vertriebsform allein kann zwar kein Rückschluss auf die Seriosität eines Angebotes gezogen werden, doch bedienen sich problematische Anbieter oft der unaufgeforderten Telefonwerbung, erzeugen Zeitdruck, versprechen Renditen weit über den marktüblichen oder locken mit Investments auf Probe. Nach Angabe der Verbraucherzentrale bestand bei 70 Prozent der abgeschlossenen Verträge über Graumarktprodukte, die als Schadensfall in den Beratungen erfasst wurden, eine enge geschäftliche oder private Beziehung zwischen Verbraucher und Vermittler. In einer 2020 von der BaFin in Auftrag gegebene Graumarktstudie gaben 40 Prozent der befragten Graumarktkunden an, das Produkt online im Direktvertrieb erworben zu haben. Bei 32 Prozent ging der Vertrieb über Banken, bei 19 Prozent über freie Berater und bei 8 Prozent über Online-Portale.

## Seriosität
Der graue Kapitalmarkt spielt laut Bundeskriminalamt (BKA) im Zusammenhang mit Anlage- und Finanzierungsdelikten (bspw. Kapitalanlagebetrug nach § 264a StGB und Kreditbetrug nach § 265b StGB) eine bedeutende Rolle. In diesem Marktsegment ist der Anteil der problematischen bzw. unseriösen Anbieter deutlich höher als im regulierten Kapitalmarkt. So veröffentlicht die Stiftung Warentest regelmäßig eine Warnliste mit „dubiosen, unseriösen oder sehr riskanten Geldanlageangeboten“. Das Bundeskriminalamt bezifferte den Schaden durch Wirtschaftskriminalität in 2017 auf 3,7 Milliarden Euro, von denen sich 1,6 Milliarden Euro auf Betrug oder Untreue im Zusammenhang mit Kapitalanlagedelikten und weitere 1,6 Milliarden Euro auf Anlage- und Finanzierungsdelikte bezogen. Nach Angaben der Bundesregierung gibt es keine Datenerhebung zu den Verlusten, die durch Produkte des grauen Kapitalmarkts entstehen. Die Polizeiliche Kriminalstatistik schlüsselt Fälle von Anlagebetrug nicht nach Anbieter oder Finanzinstrument auf.
Viele Anleger verwenden auf diesem Markt steuerentwidmetes Geld (Geldwäsche, Steuerhinterziehung) und scheuen die staatliche Aufklärung. In solchen Fällen wird auch im Betrugsfall meist auf eine Anzeige verzichtet. Des Weiteren ist oft die Anlageentscheidung derart irrational gewesen, dass sie aus Scham dem sozialen Umfeld nicht bekannt werden soll. Für den Anleger ist oft absehbar, dass keine Aussicht auf Rückerhalt des Geldes besteht. Auf eine Anzeige wird verzichtet, weil sie den Ärger über die Fehlentscheidung unnötig verlängert.
Die Verbraucherzentrale Nordrhein-Westfalen informiert, dass jährlich rund 30 Milliarden Euro durch Immobilien- und Aktiengeschäfte, die keiner ausreichenden Kontrolle unterliegen, verloren gehen: Diese Kapitalanlagen in der Grauzone verursachen gesamtwirtschaftlich betrachtet einen hohen Kapitalverlust und vernichten Ersparnisse, die oft für die Altersvorsorge bestimmt waren. Viele Betroffene wurden finanziell ruiniert, da sie bei solchen Anlagegeschäften ihr eingesetztes Kapital überwiegend oder sogar vollständig verloren.

## Risiken einzelner Produkte
Einige Beispiele für typische Angebote des grauen Kapitalmarktes sind Unternehmensbeteiligungen, Steuersparmodelle aller Art, Immobilienbeteiligungen, aber auch Glücksspielbeteiligungen, Diamantenhandel, Termingeschäfte oder Schiffs- und Immobilienfonds. Ein wachsendes Segment sind Vermögensanlagen, die als besonders nachhaltig und ökologisch korrekt vermarktet werden. Verbraucherschützer beanstanden, dass Kunden oftmals nicht ausreichend informiert werden, Risikohinweise nicht deutlich genug hervorgehoben werden und unverhältnismäßig hohe Provisionen anfallen.
- Bei Immobilien-Anlagen ist die Problematik meist die Aufblähung der Preise und eine Vertragsgestaltung mit versteckten Finanzrisiken (Schrottimmobilien), oft bedingt durch Absichten der steuerlichen Optimierung (Steuerspar- oder Steuerstundungsmodelle). Eine hohe Fremdfinanzierung kann die Überteuerung verdecken. Die Objekte sind dann nachhaltig defizitär, bieten also das Gegenteil einer erwarteten Immobiliensicherheit.
- Der Erwerb von Kapitalbeteiligungen an Immobilienfonds im Zuge des steuerlich subventionierten Baubooms in Ost- und West-Deutschland nach der Wiedervereinigung war häufig durch Schrottimmobilien gekennzeichnet.
- Bei Edelsteinen ist es die Problematik der oft weit überhöhten Preise für den Endkäufer und teilweise auch Verkauf von völlig wertlosen Steinen. Ein Kapitalanlageeffekt liegt nicht vor, sofern die Preise beim Wiederverkauf nicht mindestens den ursprünglichen Kaufpreis erbringen.
- Bei Termingeschäften des grauen Kapitalmarktes ist nicht die bankmäßige institutionelle Vertriebsform gemeint, sondern eine Vermittlertätigkeit, die insbesondere über unaufgeforderte Telefonwerbung arbeitet. Hierbei wird versucht, mit hohen Gewinnen zu locken. Ein Schneeballsystem kann vorliegen.

## Wirtschaftliche Aspekte
Der „graue Kapitalmarkt“ weist den geringsten Organisationsgrad aller Finanzmärkte auf, es fehlt an vorgeschriebenen oder zugelassenen Marktteilnehmern, Marktaufsicht, Marktordnung und Publizitätsvorschriften. Die hieraus resultierende geringe Markttransparenz verringert den Informationsgrad der Anleger und kann die Finanzrisiken erhöhen. Finanzinstrumente oder Finanzkontrakte des grauen Kapitalmarkts versprechen meist über der Marktrendite liegende Renditen und überproportionale Gewinne, die jedoch nicht erzielt werden können und weisen deshalb die schlechteste Anlage- und Risikoklasse auf.